# 青松乡 (金阳县)
青松乡，是中华人民共和国四川省凉山彝族自治州金阳县下辖的一个乡镇级行政单位。2021年1月12日，将原放马坪乡司瓜口村、西河村、洛哈村所属行政区域划归青松乡管辖。

## 行政区划
青松乡下辖以下地区：
色格村、中坪村、郎德村和白银厂村。